# Grã-Bretanha nos Jogos Paralímpicos de Verão de 1972
Grã-Bretanha participou dos Jogos Paralímpicos de Verão de 1972, que foram realizados na cidade de Heidelberga, na então Alemanha Ocidental (1949–1990), entre os dias 2 e 11 de agosto de 1972.
A delegação encerrou a participação com 52 medalhas, das quais 16 de ouro.